# رايموندو أوتوني دي كاسترو مايا
رايموندو أوتوني دي كاسترو مايا (بالبرتغالية: Raimundo Ottoni de Castro Maia‏) (1894 باريس - 1968 ريو دي جانيرو) هو رجل أعمال برازيلي، نشط في مجال الأنشطة الصناعية متل تصنيع الزيوت النباتية للاستخدام المنزلي والصناعي وفي الأنشطة التجارية كتاجر للأقمشة بالجملة، لكنه تميز في المقام الأول بجمعه لمجموعة كبيرة ومتنوعة من التحف الفنية النادرة، والتي أصبحت فيما بعد ضمن مؤسسة كاسترو مايا، التي تعرضهم بشكل دائم للجمهور في منزليهما اللذان أصبحا متحفين وهما متحف شاكارا دو سيو ومتحف دو أسوجي في سانتا تيريزا وألتو دا بوا فيستا، على التوالي في ريو دي جانيرو.